# Panoz Esperante GT
Panoz Esperante GT – Samochód sportowy skonstruowany i produkowany w latach 2000-2009 przez amerykańską markę Panoz.
Do napędu użyto jednostki V8 4,6 l (4601 cm³) 32v 90°, pochodzącą od Panoza Esperante, generującą moc maksymalną 305 KM przy 5800 obr./min. Jego bliźniaczym modelem jest Panoz Esperante. Zmieniono w nim jedynie przednią część i zmniejszono przyspieszenie 0-100 km/h z 5,1 s na 4,9 s. Typ nadwozia to 2-drzwiowe coupé. Jedną milę pokonuje w 13,4 s. Prędkość maksymalna wynosi 249 km/h, zaś przyspieszenie 0-100 km/h 4,9 s. Cena wynosi
103 000 dolarów amerykańskich. 

## Dane techniczne

### Silnik
- V8 4,6 l (4601 cm³) 32v 90°
- Moc maksymalna : 305 KM

### Osiągi
- Prędkość maksymalna : 249 km/h
- Przyspieszenie 0-100 km/h : 4,9 s